# Wingman
Wingman (ウイングマン, Uinguman) est un manga de Masakazu Katsura. Il a été publié dans le magazine Weekly Shōnen Jump entre 1983 et 1985, puis compilé en treize tomes par l'éditeur Shūeisha. 
Série au ton humoristique, Wingman parodie les codes des genres Tokusatsu et sentai. Le héros est un collégien qui se transforme en super-héros à l'aide d'un livre magique, bien qu'il soit trop idiot pour savoir s'en servir. L'héroïne est une princesse du "monde des rêves" qui passe moins son temps à sauver le monde qu'à exhiber son anatomie. 
Wingman a été adapté en dessin animé de 47 épisodes, diffusé entre février 1984 et février 1985 sur TV Asahi. Il fait partie des nombreuses séries arrivées en France dans le Club Dorothée sur TF1 à partir de novembre 1989. Le générique français est chanté par Bernard Minet. Comme de nombreux animés de l'époque, les noms japonais ont été « francisés » pour mieux séduire les spectateurs francophones. Ainsi, Kenta Hirono devient « David Duchemin » en français.
En 2024, la chaîne TV Tokyo annonce une adaptation en live-action,.

## Synopsis
Kenta Hirono (« David Duchemin » en français) est un jeune collégien un peu idiot qui rêve d'être un super-héros. Pour cela, il revêt son costume de « Wingman » et devient le bras de la justice dans son lycée, provoquant la colère de ses professeurs. Son vœu va être exaucé quand il recueille Aoi Yume (« Élise »), la princesse du Royaume de Podorimusu (« Powdreams ») en petite culotte. Cette dernière fuit son monde menacé par l’infâme Rimel (« Gédéon ») qui a renversé son père et veut désormais s’emparer du Dream Note (le « Livre des rêves »), un cahier magique. Miku Ogawa (« Sophie »), une lycéenne, interprète mal leur relation et devient jalouse...

## Personnages
- Kenta Hirono/Wingman (広野 健太, Hirono Kenta?, en français David Duchemin/Wingman) : personnage principal. Passionné par la justice, il a inventé le personnage de « Wingman », allié de la justice, et a fabriqué lui-même un costume adéquat. La rencontre avec Aoi et surtout le livre des rêves (dreamnote) lui permettent de réellement devenir ce personnage, et de rendre réelles toutes ses armes. Il s'aperçoit cependant rapidement qu'il lui faut également s'entraîner pour savoir utiliser à bon escient les techniques de Wingman, ce que le dreamnote ne peut lui donner.

- Aoi Yume (アオイ?, en français Élise Lerêve) : provenant de Podorimusu (en français Podrim), elle s'est enfuie pour échapper à Rimel (en français Gédéon). Son père est le roi du pays. Avec son « pouvoir dimensionnel », elle peut changer les mémoires des humains, faire de la psychokinèse, etc. Initialement sceptique devant le comportement de Kenta, elle l'aide cependant à réellement devenir un héros.

- Miku Ogawa (小川 美紅, Ogawa Miku?, en français Sophie Nougatine) : dans la même classe que Kenta, elle réprouve son comportement qui perturbe les cours, tout en l'aimant. Pour la sauver Kenta se transforme devant elle, et lui avoue son secret. En échange d'avoir protégé le dreamnote, elle demande au père d'Aoi de lui donner des pouvoirs pour aider Wingman.

- Rimel (リメル?, en français Gédéon) : L'antagoniste de l'histoire, il cherche de s'approprier le livre des rêves à plusieurs tentatives et alors il est confronté à Wingman de temps en temps. Sa vraie forme est celui d'un alien de Podorimusu et sur terre, il prend parfois forme humaine pour passer inaperçu.

## Manga
Publié entre 1982 et 1985 dans le magazine Weekly Shonen Jump, c'est le premier manga publié par Masakazu Katsura. La version française a été partiellement éditée par Manga Player, six volumes sur treize ont été traduits. Depuis d'avril 2012, l'éditeur Tonkam traduit dans une édition Deluxe de sept tomes l'intégralité de la série,. 

## Anime
Le dessin animé, réalisé par Toei Animation sous le titre Yume Senshi Wingman (夢戦士ウイングマン, Yume Senshi Uinguman), a été diffusé au Japon à partir de 1984 sur la chaîne TV Asahi.
En France, Wingman est diffusé en 1989, d'abord sur TF1 dans le Club Dorothée, puis en 1991 sur La Cinq dans Youpi ! L'école est finie, et enfin en 1993 sur TMC dans l'émission Récré Kids. Il sera rediffusé pendant de nombreuses années.
Mélange d'humour loufoque, de super-héros et d'un brin d'érotisme, Wingman n'a pas remporté un grand succès en France, très vite écrasé à sa sortie par Dragon Ball, Les Chevaliers du Zodiaque ou encore Ranma ½. Il reste néanmoins une œuvre phare du catalogue du Club Dorothée. Le générique est chanté par Bernard Minet. A noter que c'est Jean-Claude Montalban (Cobra) qui double David dans la VF.

### Liste des épisodes
| No | Titre français                        | Titre japonais               | Titre japonais                      | Date de 1re diffusion |
| No | Titre français                        | Kanji                        | Rōmaji                              | Date de 1re diffusion |
| -- | ------------------------------------- | ---------------------------- | ----------------------------------- | --------------------- |
| 1  | La fille tombée du ciel               | 空からどっきりビキニの娘     | Sora kara Dokkiri Bikini no musume  | 7 février 1984        |
| 2  | Faux départ pour Podrim               | ヒップにシッカとつかまって   | Hippu ni Shikka to tsukamatte       | 14 février 1984       |
| 3  | À la découverte de Podrim             | ごっくんアオイと秘密の冒険   | Gokkun Aoi to Himitsu no Bouken     | 21 février 1984       |
| 4  | Les collants de Sophie                | ステキな美紅のレオタード     | Suteki na Miku no Reotādo           | 28 février 1984       |
| 5  | Elise disparaît dans la salle de bain | バスルームで消えたアオイ     | Basurūmu de kieta Aoi               | 6 mars 1984           |
| 6  | Les adultes aussi ont un cœur         | 大人の恋はドリムのピンチ     | Otona no Ai wa Dorimu no Pinchi     | 13 mars 1984          |
| 7  | Des vacances agitées                  | 制服ぬいだらキケンな予感     | Seifuku nuidara Kiken na yokan      | 20 mars 1984          |
| 8  | Une chouette rentrée scolaire         | 二年になって大好き宣言       | Ni-nen ni natte Dai suki sengen     | 27 mars 1984          |
| 9  | Le club de gymnastique rythmique      | 燃えてみせます男の新体操     | Moete misemasu Otoko no Shintaisō   | 10 avril 1984         |
| 10 | Une bonne note grâce à Sophie         | テストばっちり 美紅ちゃんと  | Tesuto bacchiri Miku-chan to        | 17 avril 1984         |
| 11 | Chambres à part                       | 恋が芽ばえるテレポート       | Ai ga mebaeru Terepōto              | 24 avril 1984         |
| 12 | Le premier baiser                     | わっ! 美紅ちゃんと初キッス   | Wa! Miku-chan to Hatsu Kissu        | 8 mai 1984            |
| 13 | Une fille brise l'amitié des copains  | 美少女からめば友情ぐらり     | Bishōjo karameba yūjō gurari        | 15 mai 1984           |
| 14 | Mademoiselle Lefèvre est désespérée   | 失恋しちゃった松岡先生       | Shitsuen shichatta Matsuoka-sensei  | 22 mai 1984           |
| 15 | Le justicier est jaloux               | 正義の味方がシットめらめら   | Seigi no Mikata ga shitto Mera-mera | 5 juin 1984           |
| 16 | Le secret est révélé                  | 見られちゃった二人の秘密     | Mirarechata futari no himitsu       | 12 juin 1984          |
| 17 | Un autre Wingman                      | 似すぎてタマげた!? 僕とボク  | Nisugite tamageta!? Boku to Boku    | 19 juin 1984          |
| 18 | Le livre des rêves est en danger      | 奪われた ドリムノート        | Ubawareta Dorimunōto                | 26 juin 1984          |
| 19 | La jalousie d'Elise                   | ちびっとトラブル恋模様       | Chibitto Toraburu Koi Moyō          | 10 juillet 1984       |
| 20 | Sophie risque sa vie !                | 涙の中に美紅がいた!          | Namida no naka ni Miku ga ita!      | 17 juillet 1984       |
| 21 | Un show TV pas comme les autres       | クイズばっくん! はいポーズ   | Kuizu Bakkun! Hai Pōzu              | 24 juillet 1984       |
| 22 | L'envoûtement                         | 美紅を襲った正義のヒーロー   | Miku o osotta seigi no hīrō         | 31 juillet 1984       |
| 23 | Le chant d'une sirène                 | 夕焼け空にアオイのため息     | Yūyake Sora ni Aoi no tameiki       | 7 août 1984           |
| 24 | Une visite à Yokohama                 | ずぶ濡れヨコハマ 夢みてラブ  | Zubunure Yokohama Yume mite Rabu    | 21 août 1984          |
| 25 | Le championnat de gymnastique         | 涙のグッバイ・キッス         | Namida no Gubbai Kissu              | 28 août 1984          |
| 26 | Souvenirs                             | ちぐはぐハートに愛が揺れ     | Chiguhagu Hāto ni Ai ga yure        | 4 septembre 1984      |
| 27 | La décision                           | 裏切りハートに愛が散る       | Uragiri Hāto ni Ai ga chiru         | 11 septembre 1984     |
| 28 | La métamorphose de Sophie             | わッ! 美紅ちゃんが変身した   | Wa! Miku-chan ga henshin shita      | 18 septembre 1984     |
| 29 | Les chansons                          | 誘惑ひろがる危険なメロディ   | Yūwaku hirogaru kiken na Merodī     | 25 septembre 1984     |
| 30 | Un air envoûtant                      | りろちゃんパニック!          | Riro-chan Panikku!                  | 9 octobre 1984        |
| 31 | Le cadeau de Géraldine                | 桃子ちゃんの初恋プレゼント   | Momoko-chan no Hatsukoi Purezento   | 23 octobre 1984       |
| 32 | La vengeance                          | 夜中にドッキリ修学旅行       | Yonaka ni Dokkiri Shūgaku ryokō     | 6 novembre 1984       |
| 33 | Les Wingnanas                         | 可愛く変身ウイングガールズ   | Kawaiku henshin Uingu Gāruzu        | 13 novembre 1984      |
| 34 | Elise perd la mémoire                 | アオイさんに思い出あげたい   | Aoi-san ni omoide agetai            | 20 novembre 1984      |
| 35 | Delta Force                           | お待たせ! 噂のデルタエンド   | Omatase! Uwasa no Deruta Endo       | 27 novembre 1984      |
| 36 | Le combat de boxe                     | 美紅にサヨナラのメッセージ   | Miku ni Sayonara no Messēji         | 4 décembre 1984       |
| 37 | Le devoir d'abord                     | キッスはおあずけデスマッチ   | Kissu wa oazuke Desumacchi          | 11 décembre 1984      |
| 38 | Une journée au ski                    | アオイの超能力が消える日!    | Aoi no Chō nōryoku ga kieru hi!     | 18 décembre 1984      |
| 39 | Le dernier train                      | 涙にお別れ友情スクラム       | Namida ni owakare Yūjō Skuramu      | 25 décembre 1984      |
| 40 | Deux amies                            | お助け人りろちゃん走りすぎ   | Osuketto Riro-chan hashiri sugi     | 8 janvier 1985        |
| 41 | Un bouquet de fleurs                  | 敵か味方か!? ナゾの戦士      | Teki ka Mikata ka!? Nazo no senshi  | 15 janvier 1985       |
| 42 | Le grand voyage                       | ポドリムスで最後の変身!      | Podorimusu de Saigo no Henshin!     | 22 janvier 1985       |
| 43 | La couronne magique                   | リメルを倒したドリムの秘密   | Rimeru o taoshita Dorimu no Himitsu | 29 janvier 1985       |
| 44 | À chacun son tour                     | 美紅とアオイとあらたな決意   | Miku to Aoi to aratana Ketsui       | 5 février 1985        |
| 45 | Le triomphe de l'amour                | 衝撃! キータクラーの正体?    | Shōgeki! Kītakurā no Shōtai?        | 12 février 1985       |
| 46 | Le baiser d'adieu                     | お別れ美紅と初体験           | Owakare Miku to Hatsu taiken        | 19 février 1985       |
| 47 | Au revoir, à bientôt !                | さよならアオイまた会う日まで | Sayonara Aoi Mata au hi made        | 26 février 1985       |

### Doublage français
- Jean-Claude Montalban : David Duchemin/Wingman, Gédéon
- Virginie Ledieu : Elise
- Catherine Laborde : Sophie, Jocelyne
- Déborah Perret : Géraldine, Elise (2e voix)

### Sorties vidéo
Après des éditions en VHS dans les années 90 par TF1 Vidéo et AB Vidéo, c'est en 2015 que l'éditeur Black Box sort Wingman en support DVD. Cette édition contient la version française mais également la version originale avec sous-titres.

## Série
En 2024, plus de quarante ans après sa publication, une adaptation en live-action a été réalisée pour la chaîne TV Tokyo. La série a été diffusée entre le 23 octobre et le 25 décembre 2024 au Japon.